# Daoguang

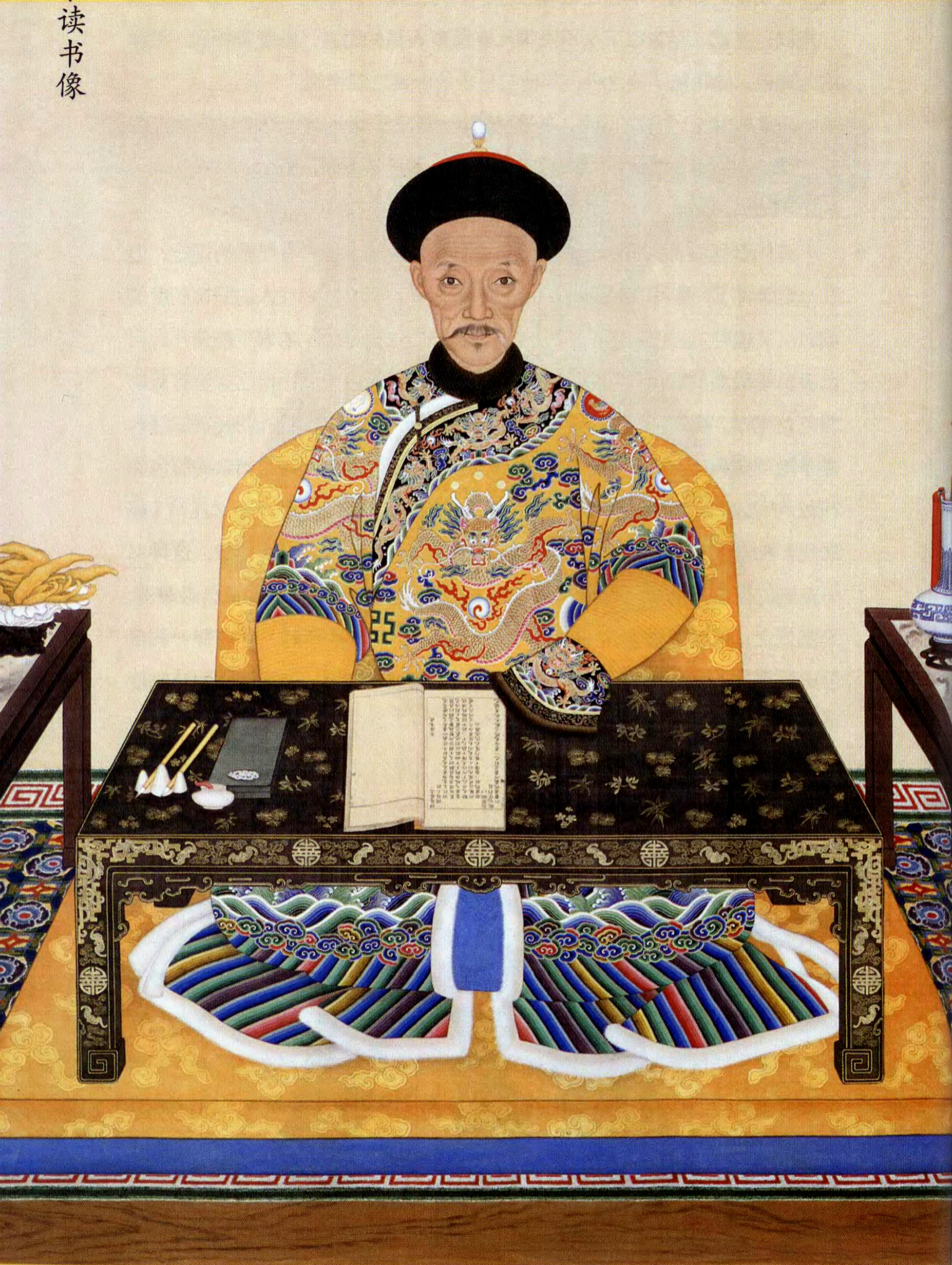
Kaiser Daoguang

Daoguang (chinesisch 道光, Pinyin dàoguāng; * 16. September 1782; † 25. Februar 1850) war ab dem 3. Oktober 1820 Kaiser von China.
In seiner Amtszeit baute Großbritannien im Zusammenwirken mit der korrupten chinesischen Beamtenschaft den Opiumexport in das Reich der Mitte noch weiter aus. Dies stellte nicht nur eine erhebliche Gefährdung der Volksgesundheit dar, sondern ließ auch die für China traditionell günstige bilaterale Handelsbilanz kippen: Allein 1831–1833 hatte China für die Droge die gleiche Summe (10 Millionen Silberunzen) auszugeben, die es im gesamten Jahrzehnt davor im Handel mit der Britischen Ostindienkompanie eingenommen hatte.
Nicht zuletzt wegen eines schweren Falles von Opiumsucht in der eigenen Familie entschloss sich Daoguang zum Eingreifen und ließ 1839 durch den kaiserlichen Sonderkommissar Lin Zexu in Kanton 22.291 Kisten Opium im Meer versenken und die Abgesandten der Britischen Ostindienkompanie ausweisen. Dies war der Anlass für den Ersten Opiumkrieg, der Chinas Abstieg von der Hegemonialmacht Asiens zu einem halbkolonialen Entwicklungsland einläuten sollte.
Daneben war die Regierungsperiode Daoguangs von Unruhen und Aufständen in verschiedenen Reichsteilen geprägt. So kam es etwa seit 1825 in Ostturkestan zum Konflikt mit der muslimischen Bevölkerung, die dem vom Qing-Hof geforderten Bekenntnis zum konfuzianischen Staatskult nicht nachkommen wollte. Daneben brachen unter anderem in den Provinzen Hunan, Guizhou und Yunnan Unruhen bei Minderheitsvölkern aus. Vor allem aber zeichneten sich in der Provinz Guangxi die ersten Vorzeichen des von dem Bauernsohn Hong Xiuquan geführten Taiping-Aufstands ab, der unter Daoguangs Nachfolger Xianfeng die Qing-Dynastie in ihren Grundfesten erschüttern sollte.